# Pela Democracia Social
O Pela Democracia Social (em espanhol, Por la Democracia Social), mais conhecido como PODEMOS, é um partido político venezuelano fundado em 23 de abril de 2003. Defensor da social-democracia, atualmente está filiado nacionalmente à coalizão governista Grande Polo Patriótico Simón Bolívar (GPPSB), pela qual lançou candidatos à Assembleia Nacional da Venezuela na eleição legislativa de 2020, elegendo 5 deputados.

## Trajetória política
Historicamente o partido mantém alinhamento ideológico à esquerda, tendo sido aliado político do governo de Hugo Chávez, rompendo politicamente somente após a aprovação da reforma constitucional de 2009, que eliminou o limite constitucional de reeleição para o cargo presidencial, o que possibilitou a Chávez concorrer a um terceiro mandato consecutivo na eleição presidencial de 2012, na qual acabaria reeleito. 

### Cisão interna
A partir daí, tentou se apresentar como uma terceira via entre o chavismo e a direita. No entanto, em junho de 2012, o Tribunal Supremo de Justiça (TSJ) nomeou uma junta presidida por Didalco Bolívar para dirigir o partido, que desde então voltou a apoiar Chávez e o seu sucessor Nicolás Maduro. Em resposta, a ala oposicionista desfiliou-se e juntamente com dissidentes do Pátria Para Todos (PPT), fundou um novo partido político denominado Avanço Progressista (AP).